# Cai Tingkai

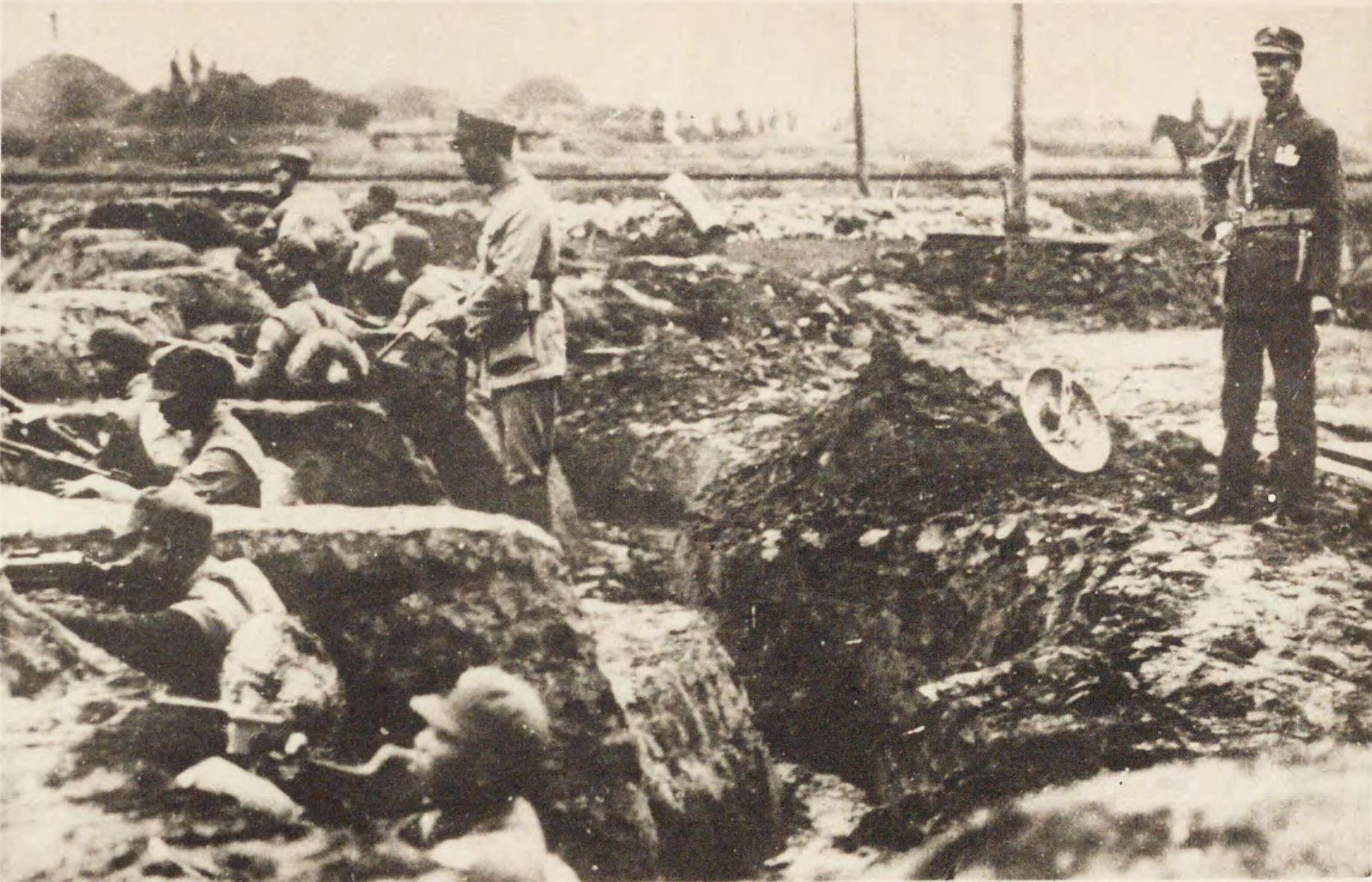
Cai Tingkai sur le champ de bataille.

Cai Tingkai (蔡廷鍇, 15 avril 1892-25 avril 1968) est un général du Kuomintang puis du Parti communiste chinois.

## Biographie
Cai est commandant de l'armée de la 19e route du Kuomintang et participe à la guerre de Shanghai contre l'armée impériale japonaise en 1932.
En novembre 1933, Cai et son subordonné Li Jishen se rebellent contre le Kuomintang et, avec Jiang Guangnai, fondent le gouvernement populaire du Fujian le 22 novembre 1933. La rébellion ne reçoit cependant pas le soutien du Parti communiste chinois et, le 21 janvier 1934, est anéanti par le Kuomintang et Cai est contraint de quitter la Chine pendant plusieurs années.
Plus tard, durant la seconde guerre sino-japonaise, Cai revient en Chine et commande 26e groupe d'armées lors de la bataille du sud de Guangxi. Il voyage également aux États-Unis pour demander le soutien des Sino-Américains à l'effort de guerre.
Durant les derniers mois de la guerre civile chinoise, Cai soutient les communistes et est un des signataires de la « Proclamation de la république populaire de Chine » le 1er octobre 1949.
Cai est d'abord inhumé au cimetière révolutionnaire de Pékin-Babaoshan mais, depuis 1997, ses restes reposent au mémorial des martyrs de l'armée de la 19e route.

## Carrière militaire
- 1927 - 1930 - Commandant de la 10e division
- 1930 - 1933 - Commandant de la 19e armée de route
- 1939 - 1940 - Commandant en chef du 16e groupe d'armées
- 1940 - 1945 - Commandant en chef du 26e groupe d'armées